# Alchemik Sędziwój
Alchemik Sędziwój, inaczej Alchemik Sędziwój i Zygmunt III – obraz Jana Matejki z 1867, przedstawiający scenę przemiany monety w złoto przez alchemika Michała Sędziwoja w jednej z wawelskich komnat. Od 1939 roku obraz znajduje się w zbiorach Muzeum Sztuki w Łodzi.

## Powstanie i historia obrazu
Obraz Jana Matejki koncentruje się na osobie polskiego alchemika i lekarza Michała Sędziwoja. Był on absolwentem Akademii Krakowskiej, zajmował się naukami przyrodniczymi i alchemią, a także napisał Traktat o kamieniu filozoficznym. Zasłynął m.in. rzekomą umiejętnością przemiany metali nieszlachetnych w złoto, która to polegała ponoć na zręcznym usunięciu srebra nałożonego uprzednio na bryłkę złota i demonstrowaniu go jako przemienionego ze srebra. W 1595 naukowiec został mianowany przez króla Zygmunta III Wazę osobistym sekretarzem, od tego więc momentu prowadził badania na Wawelu.
Matejko prace nad obrazem rozpoczął w 1866, po powrocie z Wystawy Światowej w Paryżu, powodowany kłopotami finansowymi w rodzinie. Nie udało mu się bowiem, mimo wielkiego sukcesu Rejtana na wystawie, sprzedać go, toteż powrócił do Krakowa. Mając już gotowy szkic olejny przygotowany w 1866 roku, zabrał się do pracy, która została na krótko przerwana w okresie Wielkanocy w 1867 roku w związku z narodzinami córki artysty, Helenki.
Pierwszy pokaz dzieła odbył się 26 kwietnia 1867 w siedzibie Towarzystwa Naukowego Krakowskiego w Krakowie, z którego dochody ze sprzedaży biletów inauguracyjnej wystawy zostały przeznaczone na cele pomocy czeladzi rzemieślniczej.
Sekretarz malarza, Marian Gorzkowski, pisał, że przyczyną powstania obrazu było przeświadczenie Matejki o wadze tematu i opinia, że [...] w odrodzeniu rzemiosł dostrzegał on pożytek i postęp kraju [...], niemniej jednak priorytetowym celem namalowania obrazu było zapewnienie bytu rodzinie.
Alchemik Sędziwój i Zygmunt III znalazł nabywcę w 1881, którym był cesarz Franciszek Józef. Do 1939 znajdował się w rękach prywatnych, w roku tym łódzki przedsiębiorca Karol Eisert przekazał go do miejskiego muzeum w Łodzi.

## Opis obrazu
Obraz Jana Matejki, utrzymany w tonacji cynobru i ochry, ukazuje scenę po udanej transmutacji metalu w złoto. Umieszczony na centralnym planie alchemik Sędziwój pokazuje królowi Zygmuntowi III Wazie przemienioną w bryłkę złota monetę, tuż po wyciągnięciu jej z rozpalonego kominka. Uważnie przyglądającemu się władcy towarzyszy jego świta. Po jego lewej stronie z lupą w ręku pochyla się marszałek wielki koronny Mikołaj Wolski, wspierający prywatnie badania Sędziwoja. W futrzanym płaszczu tuż za królem stoi wojewoda sandomierski Jerzy Mniszech. Zza królewskiego fotela wyłania się błazen. Po prawej stronie siedzi ksiądz (według niektórych może to być Piotr Skarga), z różańcem w dłoniach. (Marian Gorzkowski, sekretarz Matejki, opisuje tę postać jako kapelana, a nie Piotra Skargę, tym bardziej że Skarga nie był nigdy spowiednikiem króla Zygmunta III – spowiednikiem był Stanisław Pstrokoński). W drzwiach komnaty znajduje się jedna z dam dworu, dla wizerunku której pierwowzorem była żona malarza, Teodora. Scenerię dla wydarzenia stanowi jedna z królewskich komnat zwana „Alchemią” na pierwszym piętrze Zamku na Wawelu.

## Odbiór
W opinii zamieszczonej w „Czasie” dnia następnego po pierwszym pokazie napisano, że:

Ogólnym wyrazem wszystkich twarzy spoglądających ku Sędziwojowi jest ciekawość [...] Pies nawet wychylający się spod stołu przygląda się z ciekawością.

Gazeta podkreśliła też „wyborną” technikę dzieła, zarówno w ujęciu postaci, jak i przedmiotów.
Jednocześnie jednak anonimowy recenzent „Czasu” wyraził kilka wątpliwości: w komnacie alchemika brakuje przyrządów chemicznych (retort i tygli), ogień buzujący w kominku niczym w piecu hutniczym rzuca zbyt mało światła na izbę i zebrane w niej postacie (z wyjątkiem jednej małej z lewej strony obrazu). Poza tym klęczący Sędziwój wydaje się być zbyt wysoki, tak że gdyby wstał zabrakło by dla niego miejsca w ramach obrazu.
Swój opis recenzent kończył jednak zdecydowaną pochwałą:

Mimo tego wszystkie twarze, postacie, stroje i sprzęty tak doskonałej techniki noszą na sobie cechę, że gdyby każdą głowę i każdą postać wykroić z obrazu, byłaby sama dla siebie obrazem.

Marian Gorzkowski również zanotował pierwsze opinie w swojej kronice, biorąc jednak głównie pod uwagę ich negatywny wydźwięk:

O obrazie tym różne […] robiono w Krakowie docinki, że artysta nie wie, jak mógłby alchemik topić metale, że w tak wielkim ogniu można by było całego upiec wołu itd.; a jednak ten ogień uprzednio mógł być rozniecony w kominku dla ocieplenia komnaty, a z tego zdarzenia alchemik tylko skorzystał robiąc swe doświadczenie.

Obraz wystawiono także w Wiedniu i Warszawie, w Towarzystwie Zachęty Sztuk Pięknych. Artysta na bieżąco śledził reakcje krytyków. 27 sierpnia 1867 roku napisał do żony: „Zastałem w domu numer »Przeglądu Tygodniowego« warszawskiego przysłanego mi dla artykułu Sędziwój – obraz Jana Matejki. Przysłałbym ci go w całości, ale nie wart […] autor kończy ubolewaniem nad ciasnotą, brakiem perspektywy i czarnością kolorytu Sędziwoja”.
Jednakże wbrew opinii Matejki, w cytowanym artykule przeważały raczej zachwyty nad dziełem, niż jego krytyka. Warszawski tygodnik pisał również:

[...] obraz, pełen ruchu, satyrycznego życia – które czaruje najobojętniejszego widza. Wszystko pulsuje, rusza się lub ma właściwy sobie byt – zarówno ludzie, jak i rzeczy martwe.

Natomiast w pierwszym naukowym opracowaniu życia i twórczości Matejki, wydanym w roku 1897, Stanisław Tarnowski napisał:

Ładny, przyjemny do widzenia, nie zasługujący na zarzuty, z wyjątkiem jednego – zbytecznej długości głównej figury. Gdyby ten Sędziwój wstał, uderzyłby się głową o ramę obrazu. Ale ładny obraz, jest przy tem jakiś zimny. Przedmiot zajmował malarza, ale go jakoś nie poruszał, a ten malarz potrzebował być wzruszonym, wstrząśniętym, żeby całą swoją siłę wydobyć.

## Wystawy
- 1867 – Kraków, Towarzystwo Naukowe; Warszawa, TZSP; Wiedeń, Osterreichischer Kunstverein
- 1868 – Drezno, Dresdner Akademische Kunst Austellung; Lwów, I Wystawa TPSP; Praga, Zofinsky Salon
- 1904 – Warszawa, Salon Aleksandra Krywulta
- 1938 – Warszawa, TZSP
- 1963 – Łódź, Muzeum Sztuki
- 1978 – Łódź, Muzeum Sztuki[1]